# Александровский костёл (Киров)
Александровский костёл, Храм Пресвятого Сердца Иисуса — бывший католический храм в городе  Киров, ныне органный зал. Памятник архитектуры, построен в 1903 году. Расположен по адресу: ул. Дерендяева, 46. Кировский католический приход Пресвятого Сердца Иисуса административно относится к центральному региону Архиепархии Божией Матери с центром в Москве. Католический приход проводит богослужения в приходском доме на ул. Деповской, 10, несколько раз службы проводились в храме.

## История
В конце XIX века католики Вятки, ядро которых составляли ссыльные поляки, подали ходатайство о разрешении строительства католического храма. После положительной реакции на обращение варшавский архитектор К. Войцеховский создал проект церкви, строительными работами руководил архитектор И. А. Чарушин. Здание храма было освящено 31 августа 1903 года. Поскольку возведение храма было посвящено «памяти государя-императора Александра III», церковь стала известна как «Александровский костёл».
В годы Первой мировой войны католическая община Вятки сильно увеличилась за счёт притока беженцев из западных губерний России. В этот период при храме действовала польская школа, была создана библиотека. После октябрьской революции и провозглашения независимости Польши большинство прихожан польской национальности уехали на историческую родину.
В 1922 году церковные ценности были реквизированы, храм продолжать функционировать до 1933 года, когда его закрыли, а здание передали ветеринарному институту. После закрытия храма католики Вятки продолжали собираться на квартирах. В начале 1935 года в Вятку прибыл освобождённый из ссылки (с запрещением проживать в 12 крупных городах) экзарх Российской грекокатолической церкви блаженный Леонид Фёдоров. 7 марта 1935 года он здесь же и скончался.
В 1937—1938 годах все активные вятские католики были репрессированы, священник Франциск Будрис расстрелян. Приход прекратил своё существование.
После восстановления нормальной деятельности Католической церкви в России в начале 90-х годов XX века приход Пресвятого Сердца Иисуса был воссоздан, однако здание храма не было передано Церкви, там функционирует концертный зал. Богослужения проводятся в приходском доме по адресу: ул. Деповская, д.10. Несколько раз католики получали возможность провести мессу в здании храма, несмотря на противодействие администрации концертного зала.

## Архитектура
Внешнее оформление храма эклектично, в нём присутствуют черты барокко, классицизма и модерна. В облике постройки контрастируют красная кирпичная кладка и белокаменные детали. Главный фасад в центральной части оформлен в форме портика с треугольным фронтоном, по бокам находятся две симметричные башни со звонницами.